# Marie Bourgault-Ducoudray
Marie Bourgault-Ducoudray née Marie Joséphine Jourjon le 6 mai 1847 à Metz et morte le 21 novembre 1885 à Paris, est une sculptrice française.

## Biographie
Fille du colonel de génie Charles-Louis Jourjon et nièce du peintre et sculpteur Toussaint-François Jourjon, Marie Joséphine Jourjon naît à Metz le 6 mai 1847. Elle épouse à Nantes le 22 mai 1865 le compositeur de musique Louis-Albert Bourgault-Ducoudray. Elle prend part aux Salons de 1870, 1873 et 1874, où elle expose un buste et des médaillons.
Elle habite au 36, rue La Bruyère  dans le 9e arrondissement de Paris à la naissance d'un de ses fils en 1872 et quand elle expose au Salon de 1874 les médaillons en plâtre de ses deux fils.
Elle meurt le 21 novembre 1885 à son domicile au 12, avenue de la Motte-Picquet dans le 7e arrondissement de Paris et est inhumée à Paris au cimetière du Montparnasse (17e division).